# Kreisgericht Klaipėda
Das Kreisgericht Klaipėda (lit. Klaipėdos rajono apylinkės teismas) ist ein Kreisgericht in Litauen, eines der vier Gerichte der litauischen Hafenstadt (neben dem Stadtkreisgericht Klaipėda, dem Bezirksgericht Klaipėda und dem Bezirksverwaltungsgericht Klaipėda). Das Gericht der zweiten Instanz ist das Bezirksgericht Klaipėda. Das zuständige Territorium ist der Rajon Klaipėda. Seinen Sitz hat das Gericht im Städtchen Gargždai.
Adresse: Klaipėdos Str. 1, Gargždai.

## Gerichtspräsidenten
- 1965–1976 Algimantas Pliuškevičius
- 1976–1977 Donata Leketienė
- 1977–1985 Pranas Žeimys
- 1987–1990 Kęstutis Stasiulis
- 1990–1992 Marija Jurevičiūtė
- 1992–1993 Zigmas Pocius
- 1993–1994 Egidijus Vilkys
- 1994–1995 Vitalijus Guntis
- 1995–1999 Juozapatas Jurgaitis
- 1999–2009 Alvydas Žerlauskas
- seit 2009 Vandalinas Vainius.